# Argyrogramma signata
Espèce
Synonymes
- Argyrogramma hainanensis Chou & Lu, 1979[1]
- Noctua signata Fabricius, 1775[1]
- Phytometra signata
- Plusia diminuta Walker, 1865[1]
- Plusia signata

Argyrogramma signata est une espèce d'insectes de l'ordre des lépidoptères (papillons) et de la famille des Noctuidae.
On le trouve en Afrique, en Asie, en Australie et sur les îles du Pacifique et de l'océan Indien.
Les adultes ont une longueur d'environ 12–15 mm et une envergure d'environ 25-30 mm. Ses chenilles se nourrissent de Cruciferae, légumes, tabac, Eleusine coracana, tournesol et Amaranthus.

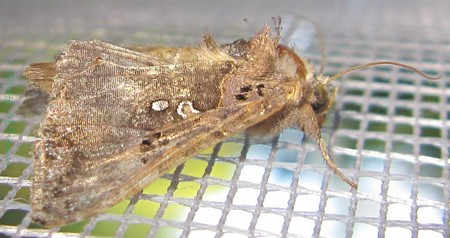
Argyrogramma signata.